# Aelia (cràter)
Aelia és un cràter sobre la superfície de (4) Vesta. El nom va ser adoptat per la UAI el 28 de febrer de 2012 i fa referència a Aelia Oculata una verge vestal; fa un diàmetre de 4.34 km i s'hi troba a les coordenades planetocèntriques de 7° 32′ N, 151° 22′ E.